# Torysky
Torysky es un municipio del distrito de Levoča en la región de Prešov, Eslovaquia, con una población estimada a final del año 2024 de 321 habitantes.
Se encuentra ubicado al suroeste de la región, cerca del río Hernád (cuenca hidrográfica del río Tisza) y de la frontera con la región de Košice.

## Demografía
| Año        | 1994 | 2004    | 2014     | 2024    |
| ---------- | ---- | ------- | -------- | ------- |
| Población  | 431  | 392     | 350      | 321     |
| Diferencia |      | −9,04 % | −10,71 % | −8,28 % |

| Año        | 2023 | 2024    |
| ---------- | ---- | ------- |
| Población  | 324  | 321     |
| Diferencia |      | −0,92 % |